# Campylotropis speciosa
Campylotropis speciosa är en ärtväxtart som först beskrevs av Anton Karl Schindler, och fick sitt nu gällande namn av Anton Karl Schindler. Campylotropis speciosa ingår i släktet Campylotropis och familjen ärtväxter. Inga underarter finns listade i Catalogue of Life.